# Чиріп (півострів)
Чирі́п (рос. Чирип) — півострів на північному заході острова Ітуруп з групи Курильських островів у Росії. З усіх боків омивається водами Охотського моря.
Довжина півострова сягає 20 км, при ширині 12 км.
Рельєф півострова гористий. На ньому розташований вулканічний масив, утворений двома вулканами та кількома гірськими вершинами (гора Горяща Сопка). Вулкани:
- Богдан Хмельницький — 1 589 м
- Чиріп — 1 563 м

На півострові протікають кілька коротких річок, найдовшими серед яких є Південний та Північний Чиріп, вода яких не придатна для пиття через значну кислотність. Озера лавиннозагатного типу, лімонітові, розташовані в підніжжі вулканів. Найбільше з них — озеро Чисте — з'єднується з річкою Північний Чиріп протокою, на якій знаходиться Лімонітовий каскад.
На півночі вулкан Чиріп обривається до Охотського моря мисом Брескенс. Основа півострова лежить між затоками Курильскою та Простор.
На півострові селище Китове, в основі — місто Курильськ та селище Рейдово.